# Aline Kominsky-Crumb
Compléments
cocréatrice de Twisted Sisters
Aline Kominsky-Crumb, née le 1er août 1948 à Long Beach (État de New York) et morte le 30 novembre 2022 à Sauve (Gard), est une dessinatrice de comics américaine.

## Biographie
Aline Goldsmith naît le 1er août 1948 à Long Island. En 1970, elle participe à la création du comics underground Wimmen's Comix avec d'autres artistes féministes comme Lee Marrs et Trina Robbins. En 1976, elle crée avec Diane Noomin le comics underground Twisted Sisters. Mariée à Robert Crumb, elle est responsable éditoriale de son magazine Weirdo, et fondatrice et directrice d'une galerie d'art dans le Gard. Elle a avec Crumb une fille nommée Sophie.
Elle meurt d'un cancer du pancréas le 30 novembre 2022 à son domicile de Sauve (Gard) dans le sud de la France,,,.
En juillet 2023, elle est inscrite à titre posthume au temple de la renommée Will Eisner, pour l'ensemble de son œuvre.

## Analyse
Le style d'Aline Kominsky-Crumb se reconnaît par son trait vif, et son peu d'intérêt pour les détails. Cela ne nuit cependant pas à la finesse de l'observation du réel qu'elle transcrit dans des bandes dessinées surtout autobiographiques.

## Publications
- Love That Bunch
- The Complete Dirty Laundry Comics (en collaboration avec Robert et Sophie Crumb
- Need More Love: A Graphic Memoir
- Participation à : Diane Noomin et collectif, Drawing Power : Women's stories of sexual violence, harassment and survival, Abrams Books, 2019, 272 p. (ISBN 978-1-4197-3619-3), prix Eisner de la meilleure anthologie 2020[11]
  - traduit en français par Samuel Todd sous le titre Balance ta bulle : 62 dessinatrices témoignent du harcèlement et de la violence sexuelle, Massot Éditions, 2020  (ISBN 978-2380352283)